# Armorial des localités de Hongrie/M
Cette page donne les armoiries des localités de Hongrie, commençant par la lettre M.

## Ma-Má

Magyarbánhegyes
Makó
Mályinka
Márianosztra
Mártély

## Me-Mé

Medgyesegyháza
Mezőcsát
Mezőhegyes

## Mi

Miskolc

## Mo-Mó-Mő

Mocsa
Mogyorósbánya
Mohora
Mosonszolnok
Mórahalom

## Mu

Murony